# Bosc-Bénard-Crescy
Pour les articles homonymes, voir Bosc.
Bosc-Bénard-Crescy [bo benaʁ kʁesi] est une ancienne commune française, située dans le département de l'Eure en région Normandie, devenue le 1er janvier 2016 une commune déléguée au sein de la commune nouvelle de Flancourt-Crescy-en-Roumois.

## Toponymie
Le nom de la localité est attesté sous les formes Bosc Bernart de Cressi au XIIe siècle, Bosbernart de  Cressy entre 1236 et  1244 (1er pouillé du diocèse de Rouen, folio 10 r°).
Prononciation traditionnelle « bôbénar ». 
Le second élément -Bénard représente l'anthroponyme Bernard, dont la forme normande est précisément Bénard, par amuïssement régulier de [r] dans ce dialecte (voir aussi Herbert > Hébert). 
Quant au premier, Bosc-, c'est un mot de l'ancien français, forme primitive de bois au sens d’« espace boisé »,. Le mot existe encore sous cette forme graphique en normand et en occitan. On le trouve dans de nombreux toponymes, notamment en Normandie orientale.
Le déterminatif -Cressy est le surnom de son seigneur qui est mentionné en 1198 : Hugo de Cresseio, dont le nom se réfère au village de Cressy (Seine-Maritime).

## Politique et administration
| Période                                  | Période | Identité       | Étiquette | Qualité     |
| ---------------------------------------- | ------- | -------------- | --------- | ----------- |
| avant 1995                               | 2006    | Marcel Morisse | DVD       |             |
| 2006                                     | 2015    | Michel Leclerc | DVD       | Agriculteur |
| Les données manquantes sont à compléter. |         |                |           |             |

## Démographie
L'évolution du nombre d'habitants est connue à travers les recensements de la population effectués dans la commune depuis 1793. À partir du 1er janvier 2009, les populations légales des communes sont publiées annuellement dans le cadre d'un recensement qui repose désormais sur une collecte d'information annuelle, concernant successivement tous les territoires communaux au cours d'une période de cinq ans. 
Pour les communes de moins de 10 000 habitants, une enquête de recensement portant sur toute la population est réalisée tous les cinq ans, les populations légales des années intermédiaires étant quant à elles estimées par interpolation ou extrapolation. Pour la commune, le premier recensement exhaustif entrant dans le cadre du nouveau dispositif a été réalisé en 2005,.
En 2013, la commune comptait 373 habitants, en évolution de −1,06 % par rapport à 2008 (Eure : +2,66 %, France hors Mayotte : +2,49 %).
| 1793 | 1800 | 1806 | 1821 | 1831 | 1836 | 1841 | 1846 | 1851 |
| ---- | ---- | ---- | ---- | ---- | ---- | ---- | ---- | ---- |
| 320  | 326  | 314  | 282  | 310  | 280  | 258  | 260  | 242  |

| 1856 | 1861 | 1866 | 1872 | 1876 | 1881 | 1886 | 1891 | 1896 |
| ---- | ---- | ---- | ---- | ---- | ---- | ---- | ---- | ---- |
| 243  | 221  | 223  | 188  | 187  | 180  | 180  | 174  | 260  |

| 1901 | 1906 | 1911 | 1921 | 1926 | 1931 | 1936 | 1946 | 1954 |
| ---- | ---- | ---- | ---- | ---- | ---- | ---- | ---- | ---- |
| 168  | 137  | 135  | 119  | 130  | 118  | 108  | 120  | 120  |

| 1962 | 1968 | 1975 | 1982 | 1990 | 1999 | 2005 | 2010 | 2013 |
| ---- | ---- | ---- | ---- | ---- | ---- | ---- | ---- | ---- |
| 132  | 150  | 215  | 257  | 281  | 330  | 381  | 363  | 373  |

## Lieux et monuments
- Croix de cimetière,  Inscrit MH (1961), des XVe et XVIe siècles [9].
- Église de la Sainte-Trinité [10].